# Hejtmánkovice
Hejtmánkovice település Csehországban, Náchodi járásban. Hejtmánkovice Hynčice, Křinice, Jetřichov, Heřmánkovice és Broumov településekkel határos. Lakosainak száma 578 fő (2024. január 1.).

## Népesség
A település lakosságának változását az alábbi diagram mutatja:
| Lakosok száma | 1133 | 1254 | 1322 | 769  | 634  | 631  | 636  | 607  | 580  | 578  |
|               | 1869 | 1890 | 1921 | 1950 | 1980 | 2001 | 2017 | 2019 | 2022 | 2024 |